# Hadamgere, Nagamangala
Hadamgere là một làng thuộc tehsil Nagamangala, huyện Mandya, bang Karnataka, Ấn Độ.